# Estádio Nacional Mỹ Đình
O Estádio Nacional Mỹ Đình (em vietnamita: Sân vận động Quốc gia Mỹ Đình) é um estádio multiuso localizado na cidade de Hanói, capital do Vietnã. Oficialmente inaugurado em 2 de setembro de 2003, é o maior estádio do país em capacidade de público e a principal casa onde a Seleção Vietnamita de Futebol manda suas partidas amistosas e oficiais válidas por competições continentais. Além disso, os tradicionais clubes da capital vietnamita, notadamente o Hanoi Football Club e o Viettel Football Club, também mandam ali seus jogos oficiais por competições nacionais e continentais. Conta com capacidade máxima para 40 192 espectadores.